# Gonaxia bulbifera
Gonaxia bulbifera is een hydroïdpoliep uit de familie Sertulariidae. De poliep komt uit het geslacht Gonaxia. Gonaxia bulbifera werd in 1993 voor het eerst wetenschappelijk beschreven door Vervoort. 